# 科爾容峰
46°27′0″N 7°2′9″E / 46.45000°N 7.03583°E

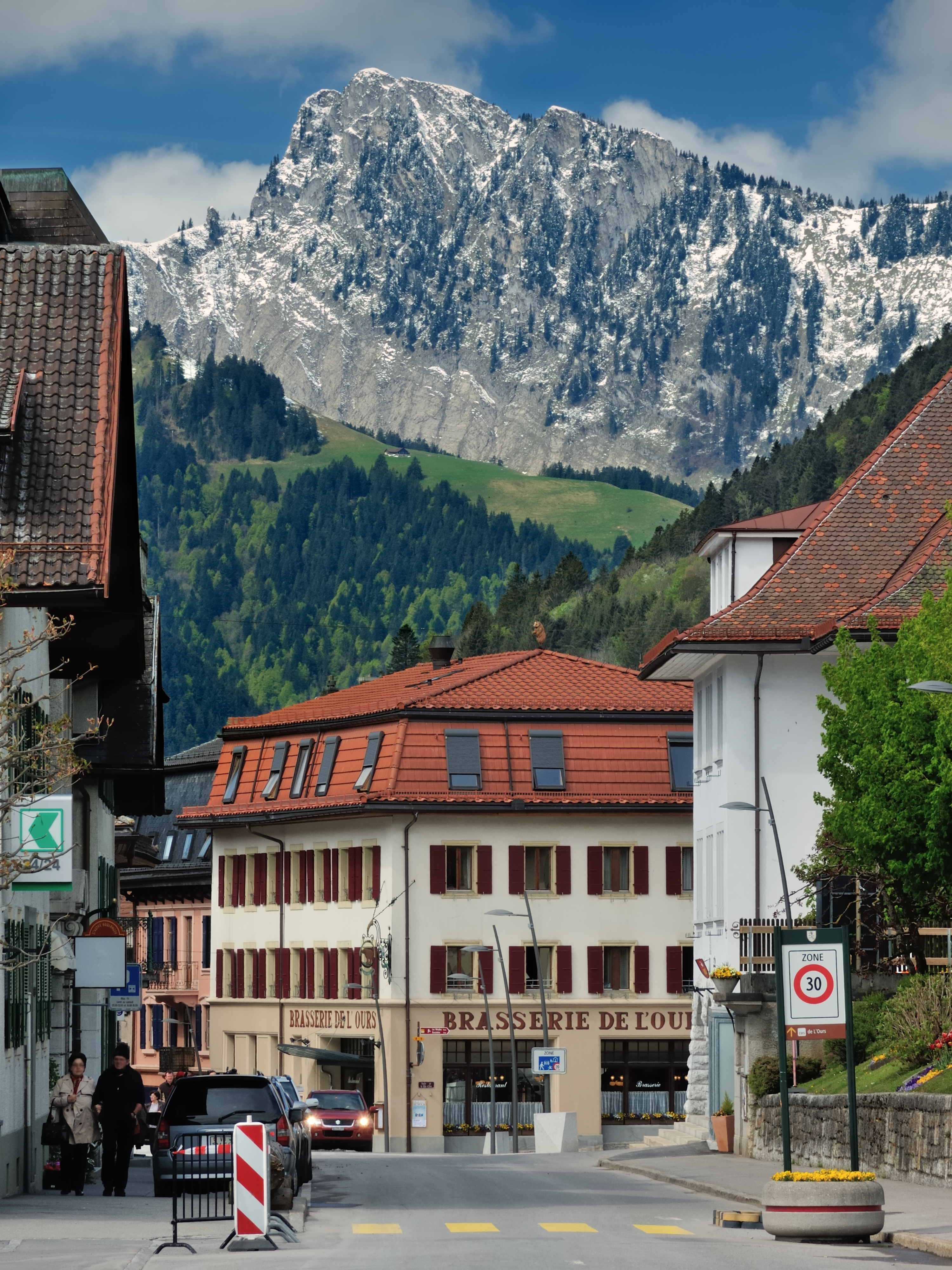

科爾容峰（Dent de Corjon），是瑞士的山峰，位於該國西部，由沃州負責管轄，屬於瑞士阿爾卑斯山脈的一部分，海拔高度1,967米，每年平均降雨量1,395毫米。